# Spulerina simploniella
Spulerina simploniella är en fjärilsart som först beskrevs av Fischer von Röslerstamm 1840.  Spulerina simploniella ingår i släktet Spulerina och familjen styltmalar.
Artens utbredningsområde är:
- Belgien.
- Slovakien.
- Frankrike.
- Tyskland.
- Grekland.
- Ungern.
- Italien.
- Nederländerna.
- Polen.
- Portugal.
- Spanien.
- Schweiz.
- Azerbajdzjan.
- Turkiet.
- Moldavien.
- Ukraina.

Inga underarter finns listade i Catalogue of Life.